# The Republic of Love
The Republic of Love è un film del 2003 diretto da Deepa Mehta.